# Нашият глас
„Нашият глас“ е комунистически вестник, орган на Шеста македонска ударна бригада.
Започва да се печата в последните месеци на 1944 г., докато бригадата е в движение. Издадени са няколко неномерирани броя от вестника. Вторият му брой излиза на 16 декември 1944 г. Във вестника се описват най-вече активностите на бригадата срещу германците.